# Isabel Sarli
Hilda Isabel "la Coca" Gorrindo Sarli (Concordia, Província d'Entre Ríos, 9 de juliol de 1929 - San Isidro, 25 de juny de 2019) va ser actriu, vedette i model argentina. Coneguda per protagonitzar nombroses pel·lícules sexploitation realitzades per Armando Bó entre 1959 i 1980.
Considerada el major símbol sexual del cinema argentí. Després de la mort d'Armando Bó i retorn a democràcia, el seu treball revaloritzat pel seu contingut camp el que al seu torn va convertir als seus films en pel·lícules de culte, considerada icona pop i icona gai.

## Biografia
Els seus pares foren Antonio Francisco Gorrindo i María Elena Sarli. Va començar a treballar com a secretària per a ajudar a la seva mare. Després s'oferiria modelar per a tota mena de productes. La seva carrera com a model va marxar tan bé que va haver de deixar treball com a secretària. Després triada Miss Argentina el 1955, època quan va conèixer al general Juan Domingo Perón. En el concurs Miss Univers 1955 va arribar a semifinalista.
Va adoptar dos fills, Isabelita i Martín.

### Els seus començaments
En aquesta època, exactament al juny de 1956 la descobreix el director Armando Bó (1914-1981) amb qui entaulava relació personal i professional de llarga data (fins a la mort del realitzador) convertint-se en protagonista i musa inspiradora de les seves pel·lícules. PPer part seva, Bó a més de director era productor i co protagonista.

### Consagració cinematogràfica

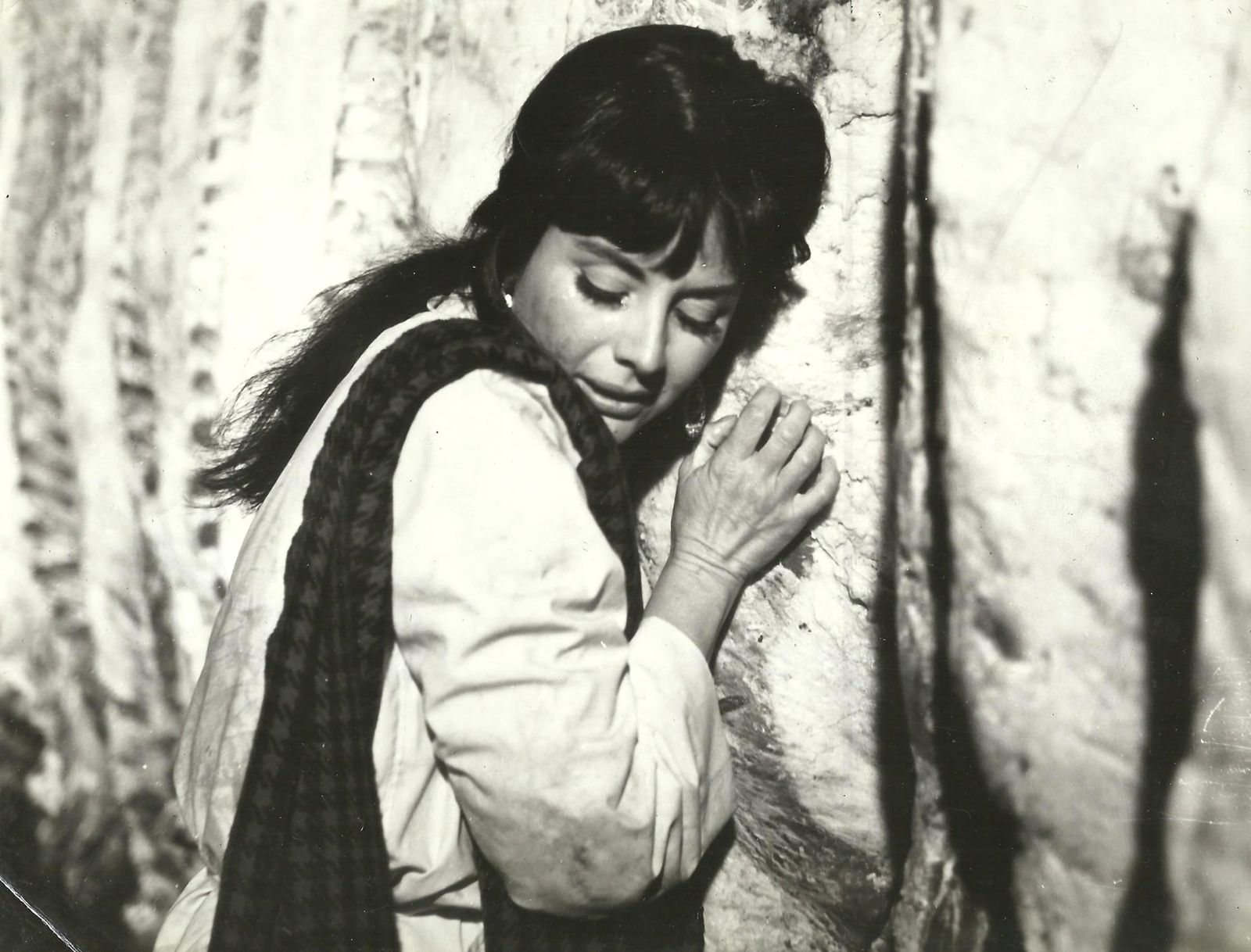
Sarli a Carne (1968), una de les seves pel·lícules més emblemàtiques.

Eren pioners del cinema eròtic. Malgrat sofrir censura en diverses escenes de les seves pel·lícules, aquestes van acabar conquistant mercats del món, la qual cosa la va fer estrella popular de l'època en Mèxic, Paraguai, Panamà, Rússia, Japó, Estats Units i altres països d'Amèrica Central i Amèrica del Sud. La seva única rival va ser la rossa Libertad Leblanc sent aquesta última «deessa blanca» enfront de «deessa triguenya». Van ser equivalents locals de Jayne Mansfield o Anita Ekberg.

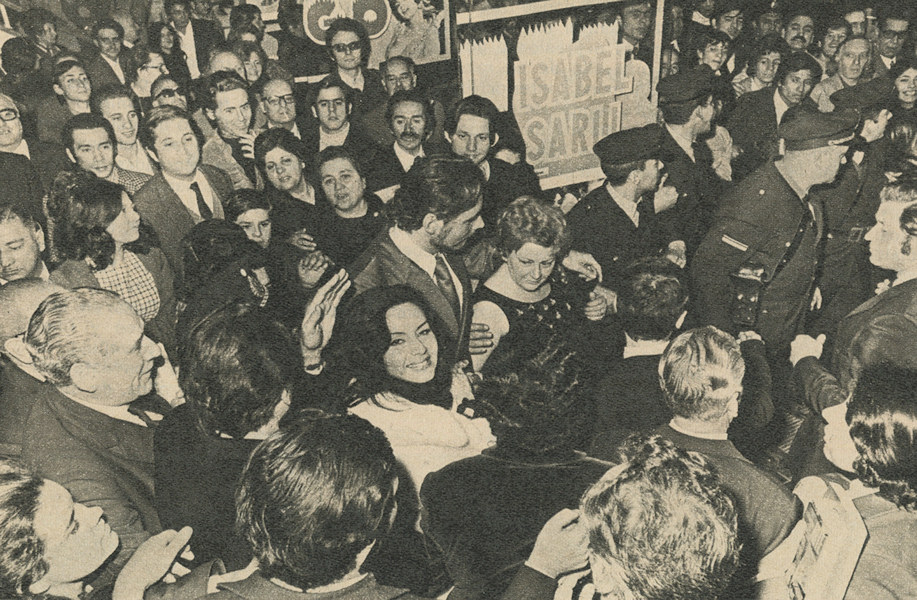
Sarli (centre) a l'estrena de Fuego el 1971. Filmada dos anys abans, la reiterada censura va tenir l'efecte contrari i va generar gran expectativa.

Bó la va convèncer per a encarnar la protagonista d'El trueno entre las hojas, primera de trenta produccions produccions realitzades entre tots dos on va protagonitzar primer nu del cinema argentí. La pel·lícula va ser èxit i la va projectar com a símbol sexual de la seva generació que la va veure per dècades en cintes com a Furia infernal, Favela, Carne, Fiebre, Fuego, Sabaleros, Embrujada i Insaciable.
Dins de mites que l'envolten, com a tota estrella, la famosa frase «¡Canalla, ¿qué pretende usted de mí?!» suposadament dita en la pel·lícula Carne que ha quedat inscrita en patrimoni popular.
De fet, en les pel·lícules l'argument era el mateix: Sarli criatura passional posseïda per un home gran (Bó) i per irrefrenable desig cap a homes joves (interpretat per Víctor Bó, fill d'Armando).
Va prosseguir la seva carrera fins a la defunció d'Armando Bó el 1981 quan es va retirar de l'activitat deixant un record icònic gràcies a la seva combinació d'innocència i voluptuositat, emblemàtiques del cinema de la seva època.

### Retorn i reconeixement

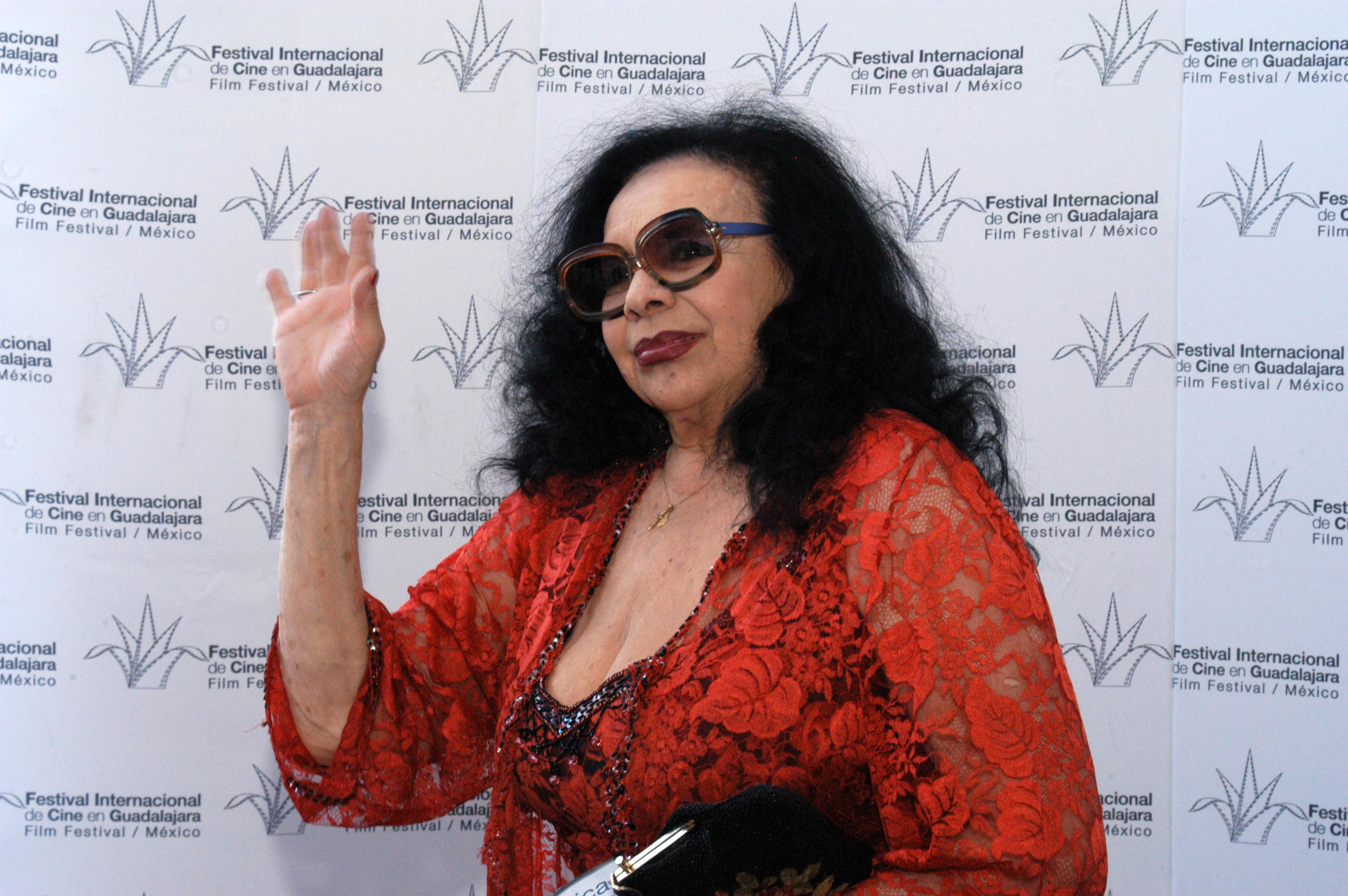
Sarli al Festival Internacional de Cinema a Guadalajara, 2008.

Als seixanta anys, quinze després del seu retir va retornar a la pantalla gran en La dama regresa de Jorge Polaco. El 1998 va debutar en el teatre de revistes en l'obra Tetanic.
El 2004 va realitzar participació especial en la telenovel·la juvenil Floricienta on va interpretar a "Coca", mare de "Malala" Graciela Stéfani i "Beba" Mirta Wons.
El 2009, Sarli participà en dues produccions: Mis días con Gloria i Arroz con leche, després de 19 anys allunyada dels rodatges.
El contingut naíf i vamp de les seves pel·lícules va provocar re valorització dels seus treballs convertint-les en pel·lícules de culte en cercles underground i de major difusió. En l'estiu del 2010, la Societat Fílmica del Lincoln Center de Nova York realitza homenatge i festival amb exhibició de sis de les seves pel·lícules com a exemple del cinema kitsch dels anys 60 i 70.
Diego Curubeto va realitzar documental sobre l'activitat del binomi titulat Carne sobre carne. El 2009 Juan José Jusid va filmar un llargmetratge titulat Mis días con Gloria on hi participa Isabelita Sarli, filla de l’actriu.

### Deterioració i mort
Després de sofrir fractura de maluc, en els últims mesos la seva salut es va veure seriosament deteriorada havent de ser traslladada en reiterades oportunitats al centre mèdic sempre acompanyada per la seva filla, l'actriu també Isabelita Sarli.
Els problemes van començar el 18 de març de 2019 quan va caure al pis en intentar aixecar-se del llit. Es va colpejar el maluc esquerre i degué ser traslladada d'urgència a l'Hospital de San Isidro on la van operar el dia 22 d'aquest mes.
Si bé la recuperació de cirurgia va transcórrer amb normalitat, els metges van decidir deixar-la internada en observació uns dies més ja que prèviament a l'accident domèstic havia patit pneumònia i continuava amb antibiòtics. Finalment li van donar l'alta el 3 d'abril i li van indicar que havia de començar a fer treballs de quinesiologia per a tenir correcta recuperació de fractura.
Tanmateix, el 26 de maig degué ser internada novament. Segons primer comunicat mèdic, presentava ella "Quadre de sèpsia (infecció) urinària que va evolucionar amb quadre de xoc sèptic requerint assistència respiratòria i suport hemodinàmica". La situació es va complicar. I el dia 28 d'aquest mes la van passar a teràpia intensiva.
Després d'una nova operació de maluc el 4 de juny, el centre mèdic va emetre nou comunicat mèdic en el qual va indicar que tractava de "pacient crítica amb pronòstic reservat".
Amb el córrer de dies, quadre bastant canviant. Li va contar a Teleshow que va costar molt però finalment amb medicació van aconseguir controlar pneumònia. Lamentablement, malgrat esforços de professionals i del suport incondicional de la seva filla, no va poder continuar lluitant contra els seus problemes de salut i va morir el dia 25 de juny de 2019 després de ser hospitalitzada per diversos problemes de salut. La causa del decés va ser un aturada cardiorespiratòria.
Temps enrere s'havia enfrontat a situacions delicades quant a la seva salut. En 1992 va ser derivada a la Clínica Bazterrica després de desmaiar-se a la seva casa. Els estudis clínics van detectar un tumor cerebral obligant a cirurgia d'urgència. La intervenció, de màxim risc, va ser èxit i la protagonista d'inoblidables pel·lícules dirigides per Armando Bó (com Carne, La leona i La diosa impura  entre altres sent a més primera a despullar-se en pantalla gran) es va recuperar favorablement.
El juny de 2011, també degué ser internada per un edema de pulmó que va apuntar com molt delicat però amb el córrer d'hores va poder ser sortejat sense majors complicacions.

## Filmografia[1]
- 1958: El trueno entre las hojas.
- 1959: Sabaleros.
- 1960: India.
- 1960: ...Y el demonio creó a los hombres.
- 1961: Favela.
- 1962: La burrerita de Ypacaraí.
- 1962: Setenta veces siete.
- 1964: Lujuria tropical.
- 1964: La leona.
- 1964: La diosa impura.
- 1965: La mujer del zapatero.
- 1966: Días calientes.
- 1966: La tentación desnuda.
- 1967: La señora del Intendente.
- 1968: La mujer de mi padre.
- 1968: Carne.
- 1969: Fuego.
- 1969: Desnuda en la arena.
- 1969: Éxtasis tropical.
- 1972: Fiebre.
- 1973: Furia infernal.
- 1974: Intimidades de una cualquiera.
- 1974: El sexo y el amor.
- 1975: La diosa virgen.
- 1976: Embrujada (produïda el 1969).
- 1977: Una mariposa en la noche.
- 1979: El último amor en Tierra del Fuego.
- 1979: Insaciable.
- 1980: Una viuda descocada.
- 1996: La dama regresa.
- 2004: Floricienta.
- 2007: Carne sobre carne.
- 2009: Arroz con leche.
- 2010: Mis días con Gloria.
- 2010: Parapolicial negro, apuntes para una prehistoria de la AAA.

## Premis i honors
L'Asociación de Cronistas Cinematográficos de la Argentina la va premiar amb el Premi Còndor de Plata en 2008 a la trajectòria i el Festival Internacional de Cinema de Mar del Plata la va homenatjar.
A l'octubre del 2012 el govern la va designar ambaixadora de Cultura Popular Argentina amb rang i jerarquia de sotssecretària, segons Florencio Randazzo, proposta per la Secretaria de Cultura que va exaltar que "Considerada veritable representant de la cultura nacional". També en aquest mes distingida com a "Personalitat destacada de la cultura de la ciutat de Buenos Aires".

## Galeria

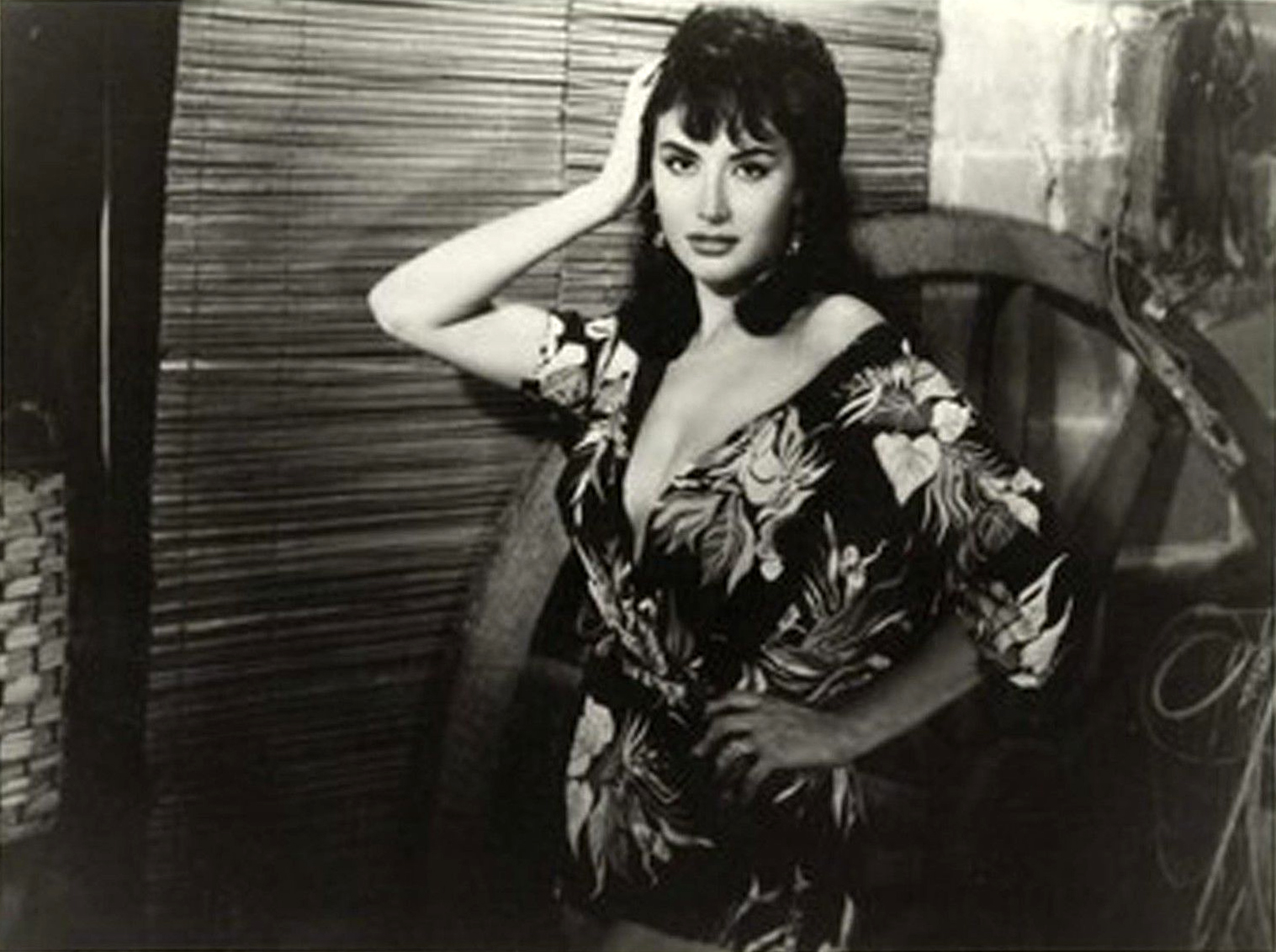
Sarli a El trueno entre las hojas (1958), pel·lícula en la qual va protagonitzar el primer nu frontal del cinema argentí
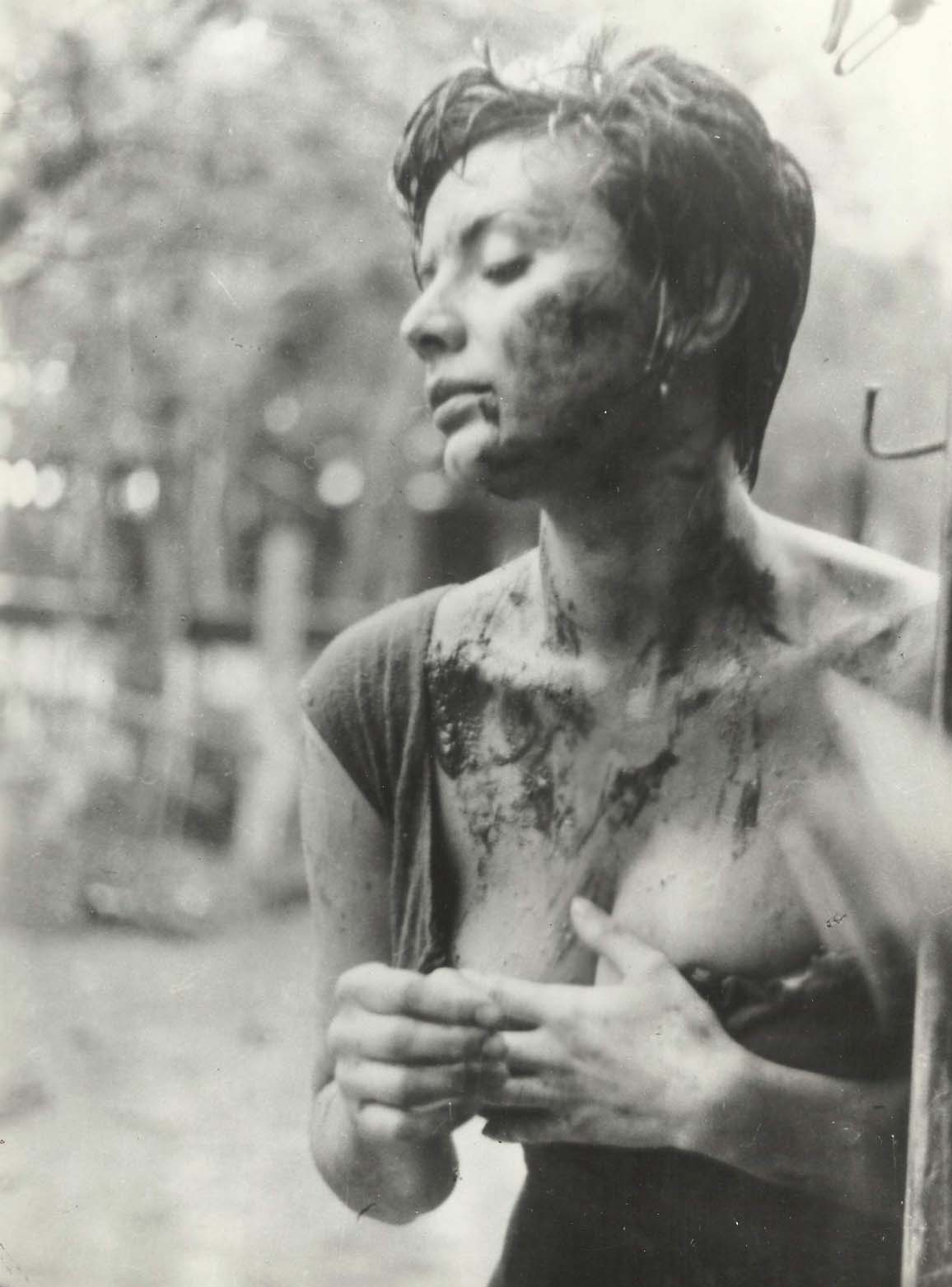
Sarli en Sabaleros (1958), el seu segon paper cinematogràfic
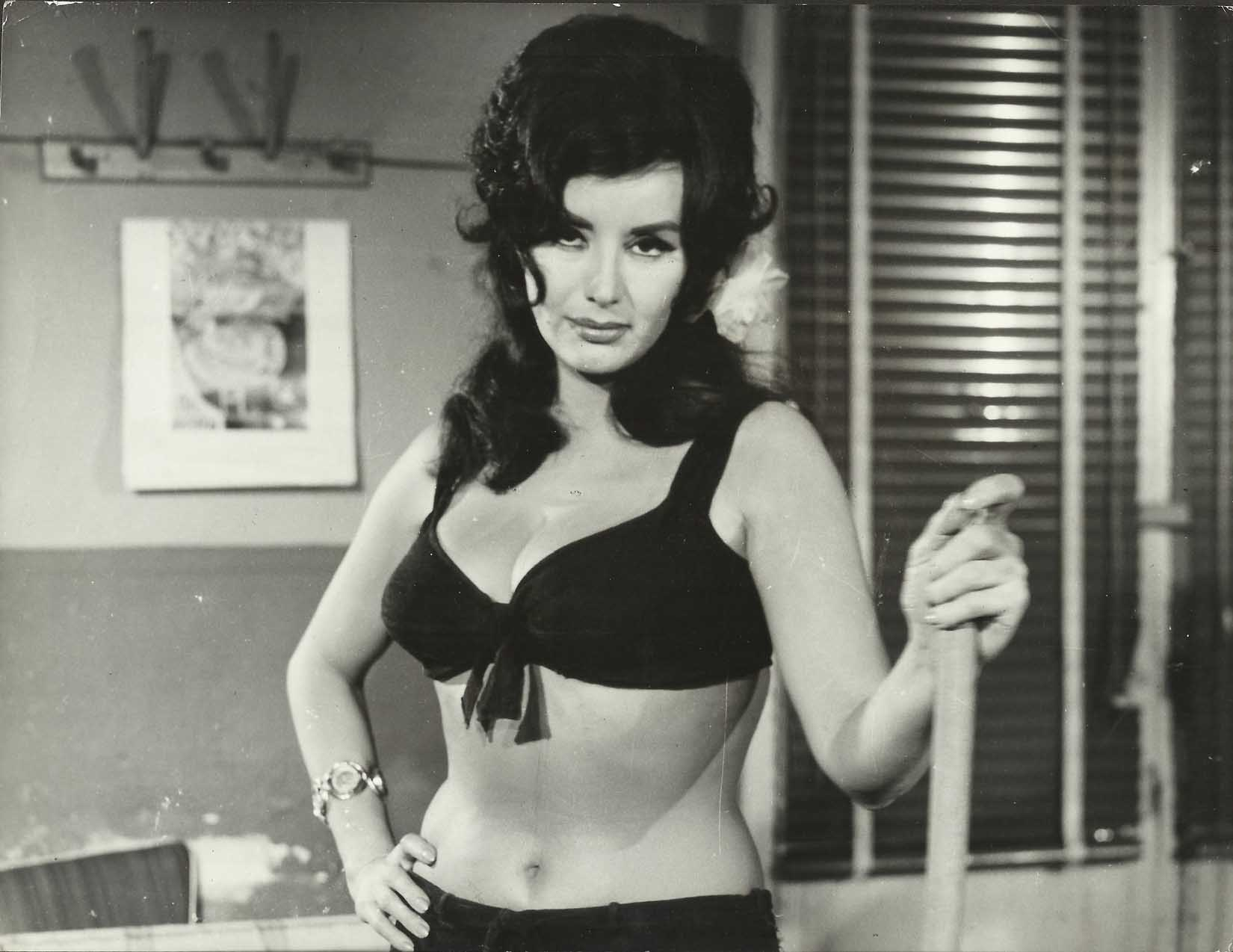
Sarli a La mujer del zapatero (1964)
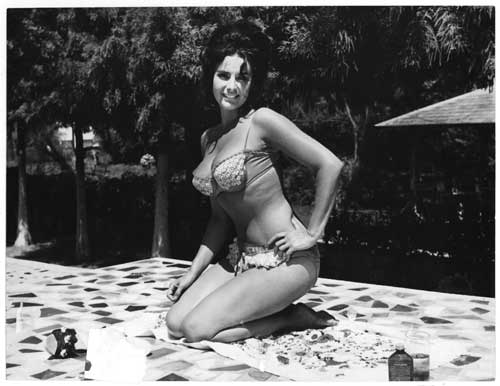
Sarli a Días calientes (1966)
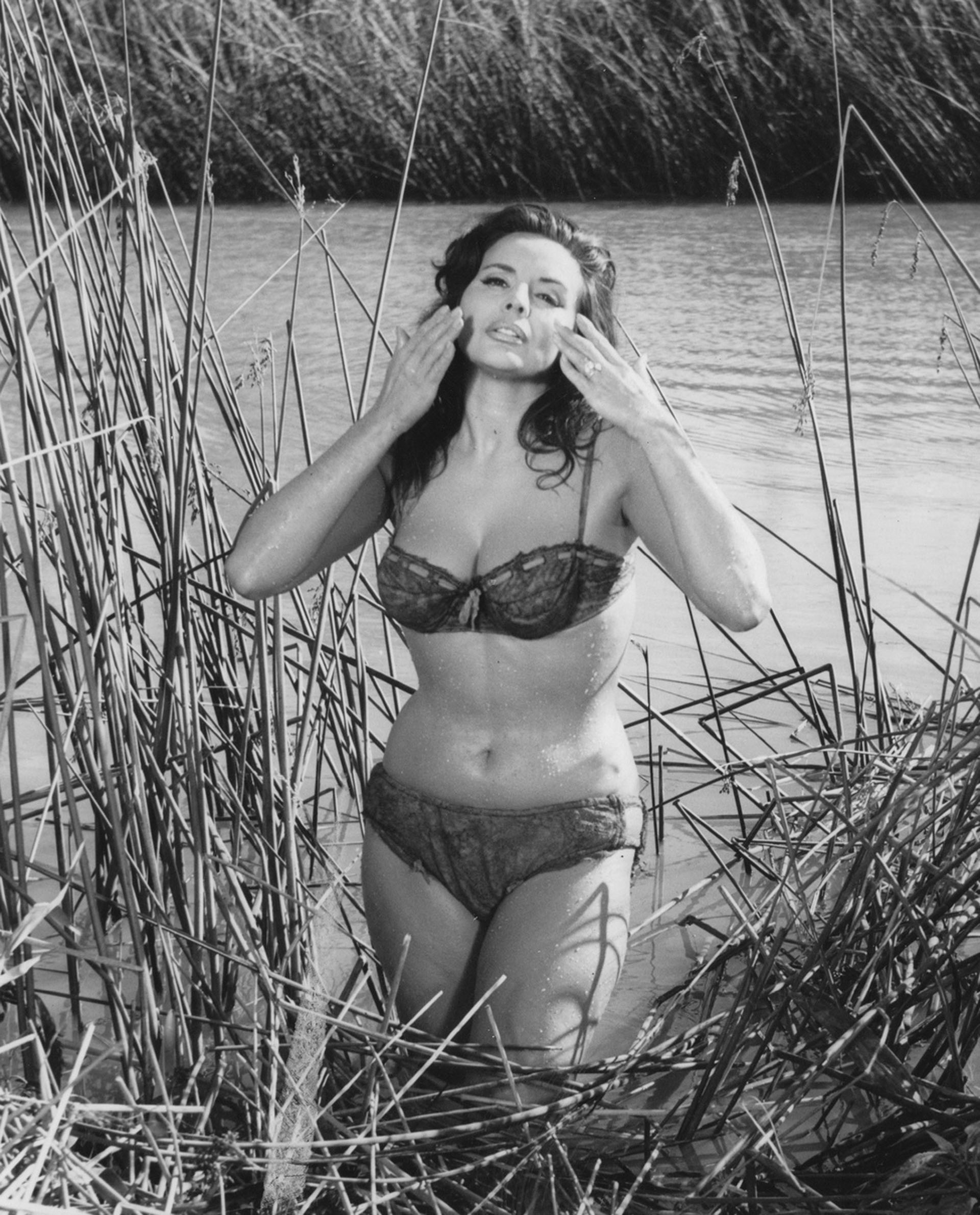
Sarli a La tentación desnuda (1966)
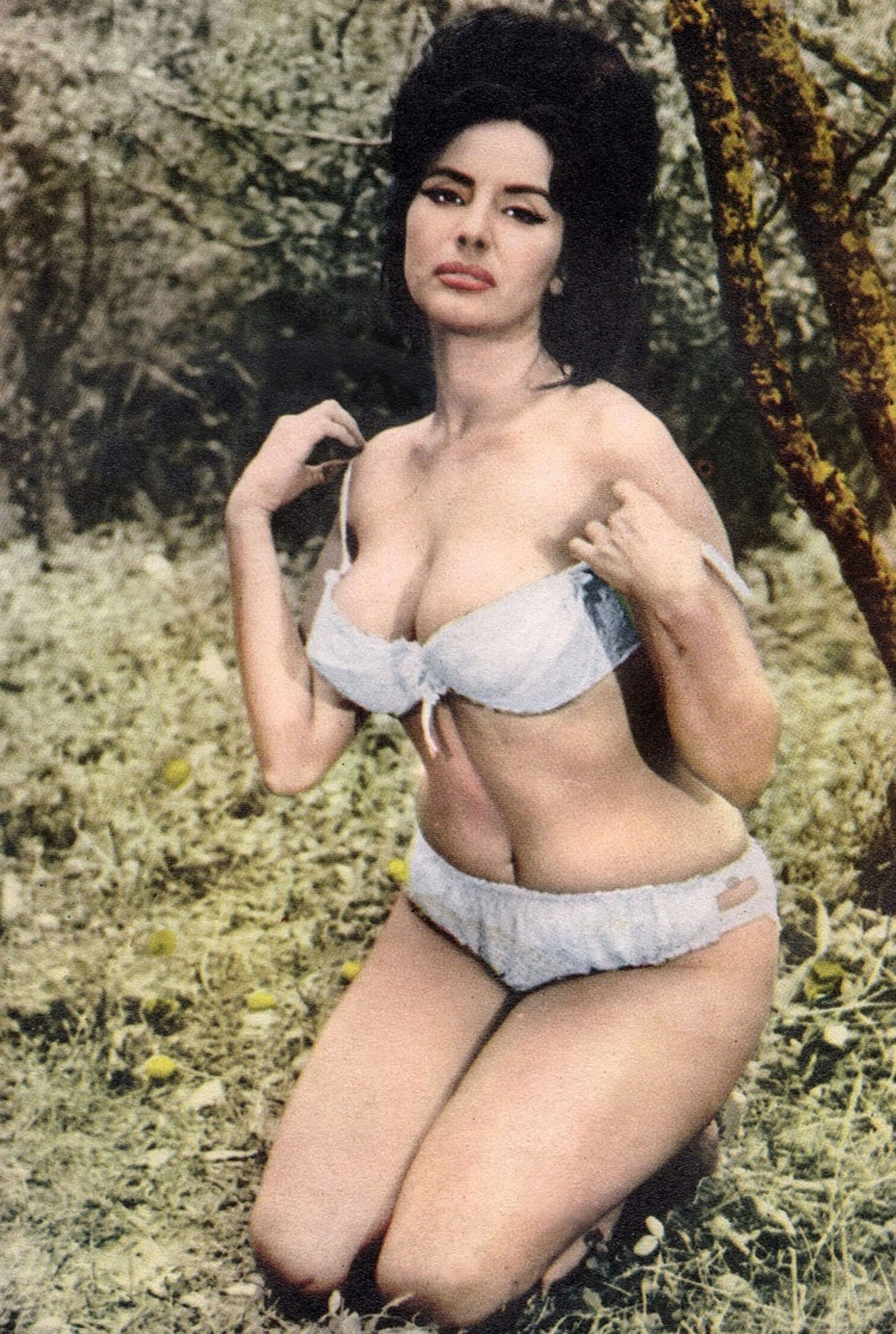
Sarli en la dècada de 1960
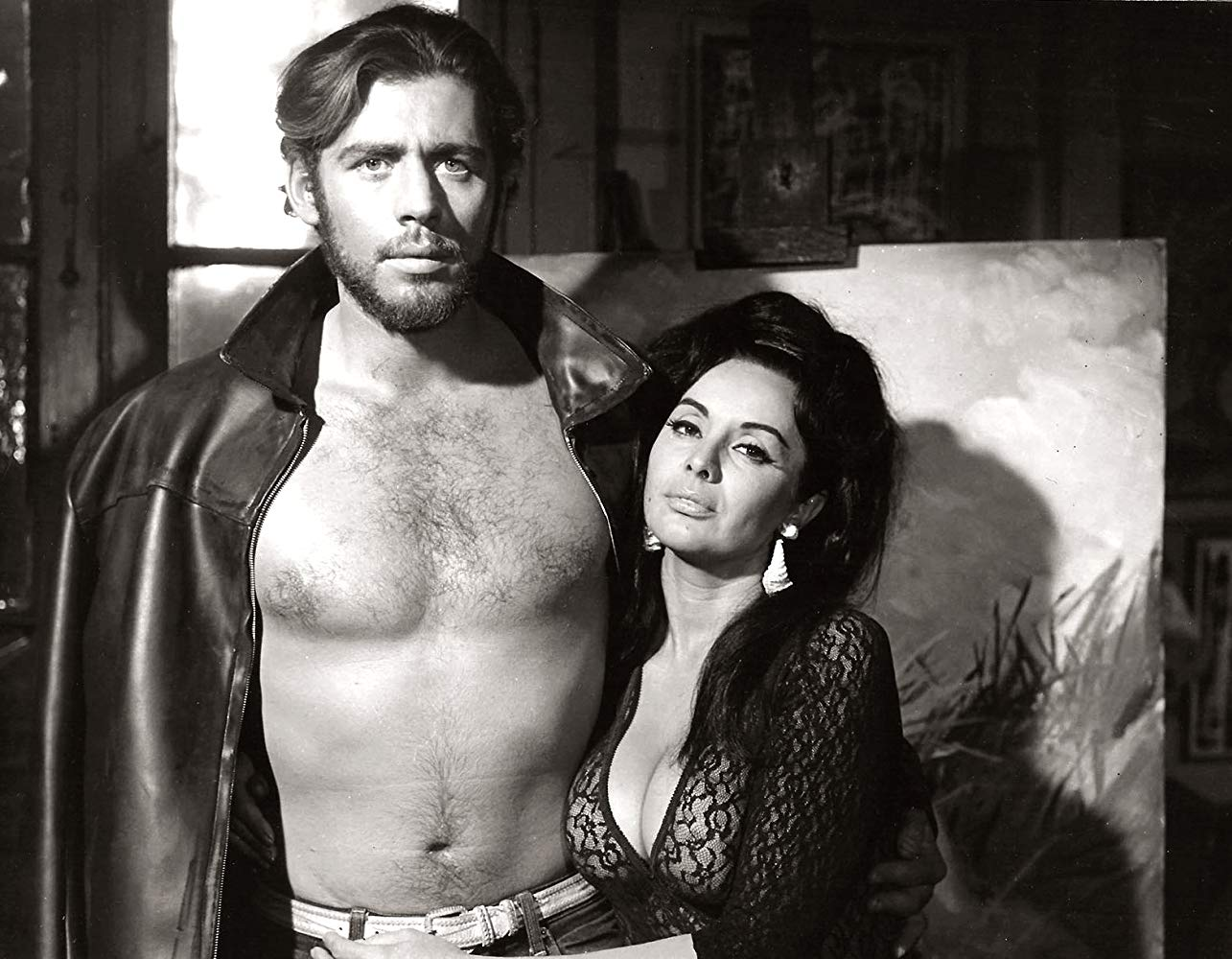
Sarli amb Víctor Bó en la icònica Carne (1968)
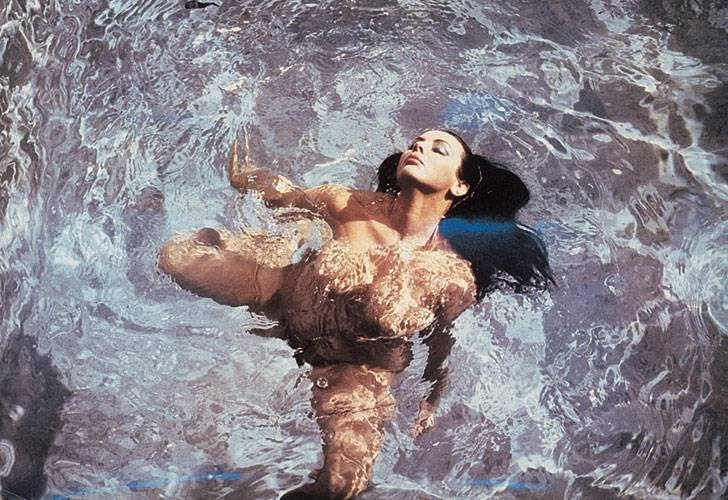
Sarli a La mujer de mi padre (1968)
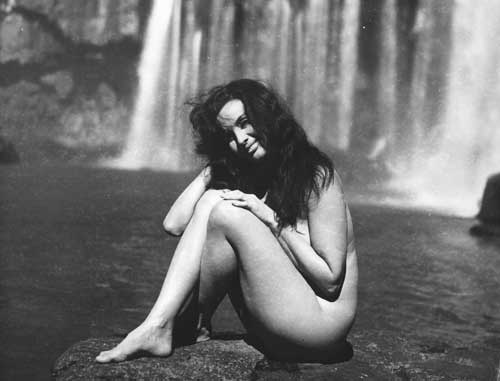
Sarli a Desnuda en la arena (1969)
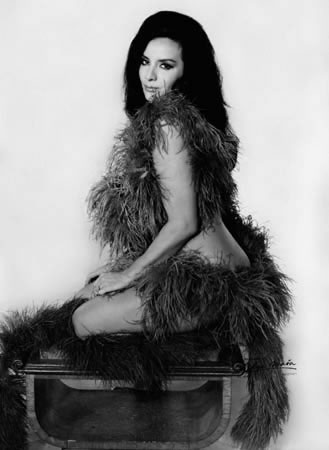
Sarli en la dècada de 1960
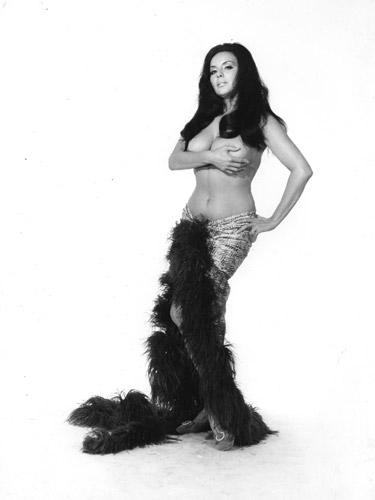
Sarli circa 1973
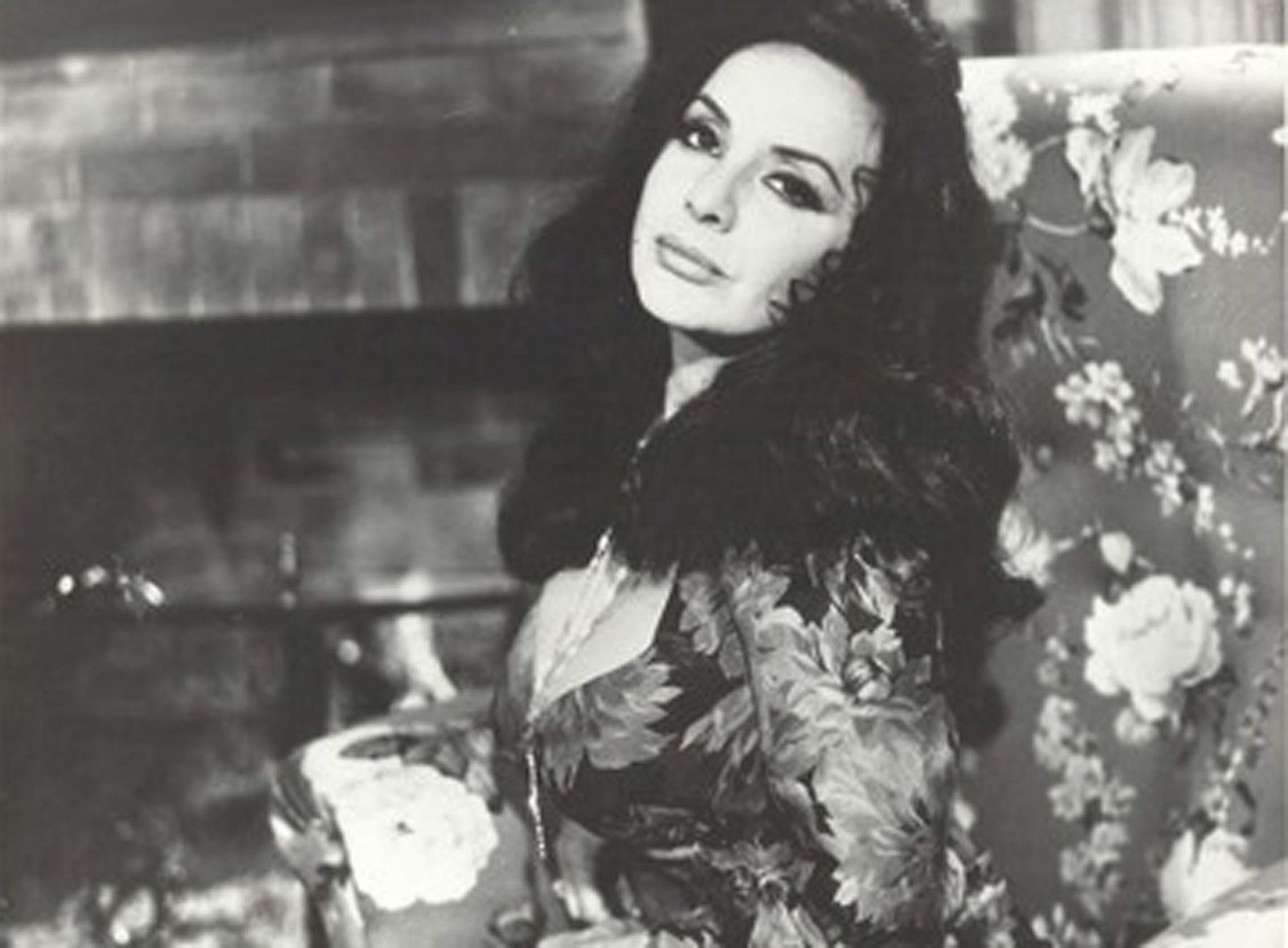
Sarli el 1974
Sarli amb Armando Bó a Una mariposa en la noche (1976)
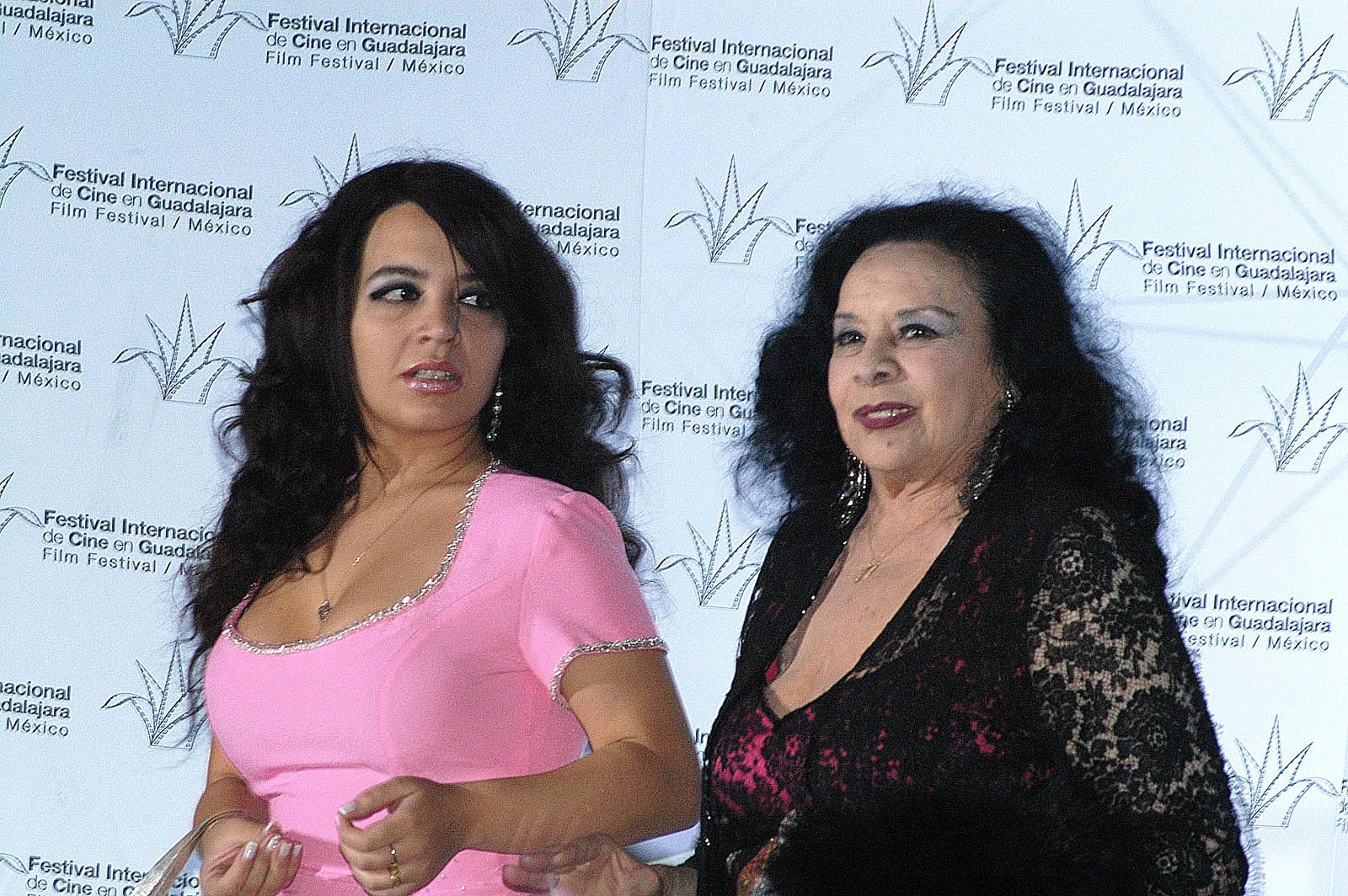
Sarli amb a la seva filla Isabelita en 2008